# Manhattan Waterfront Greenway

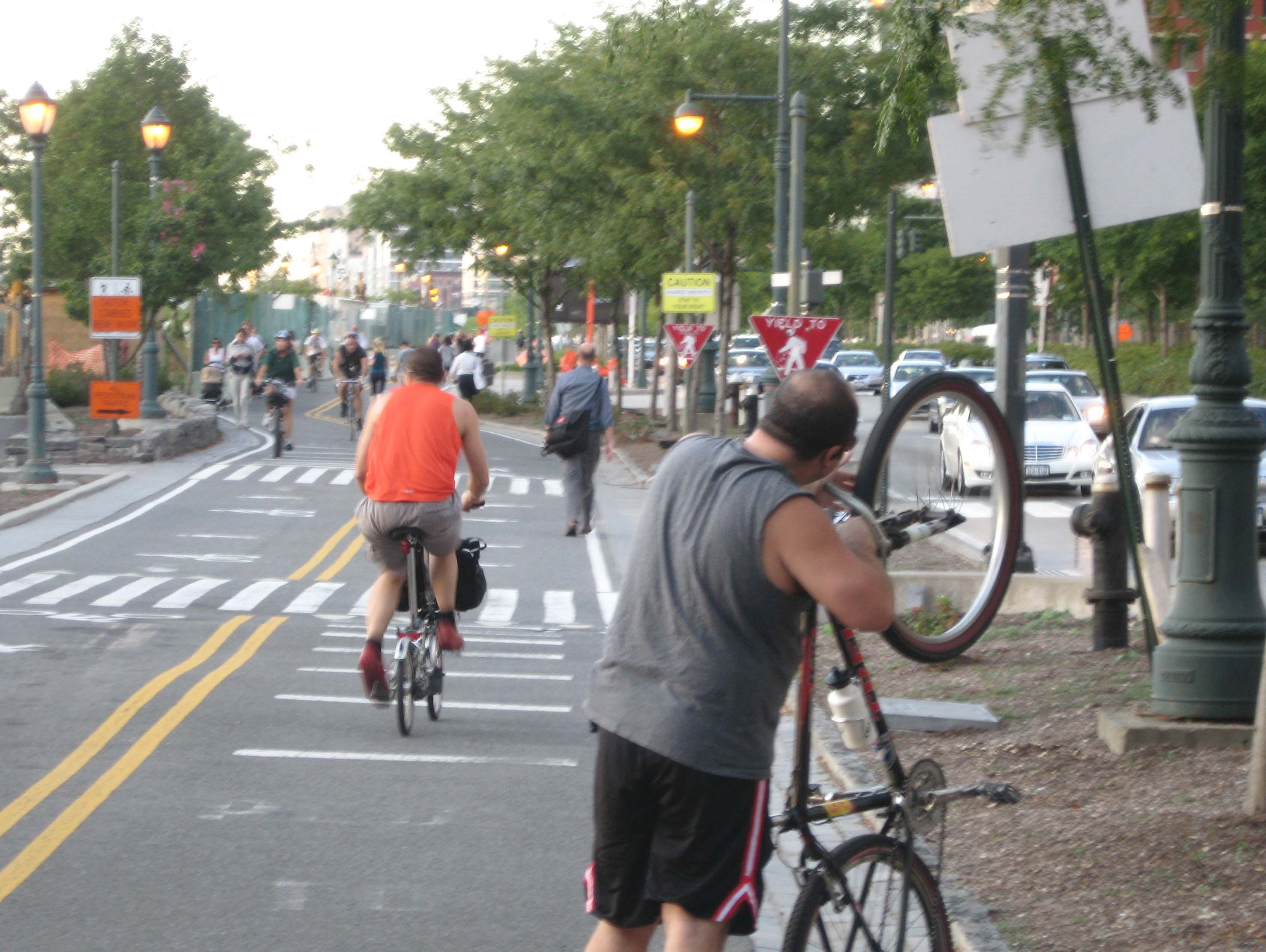
Hudson River Greenway.

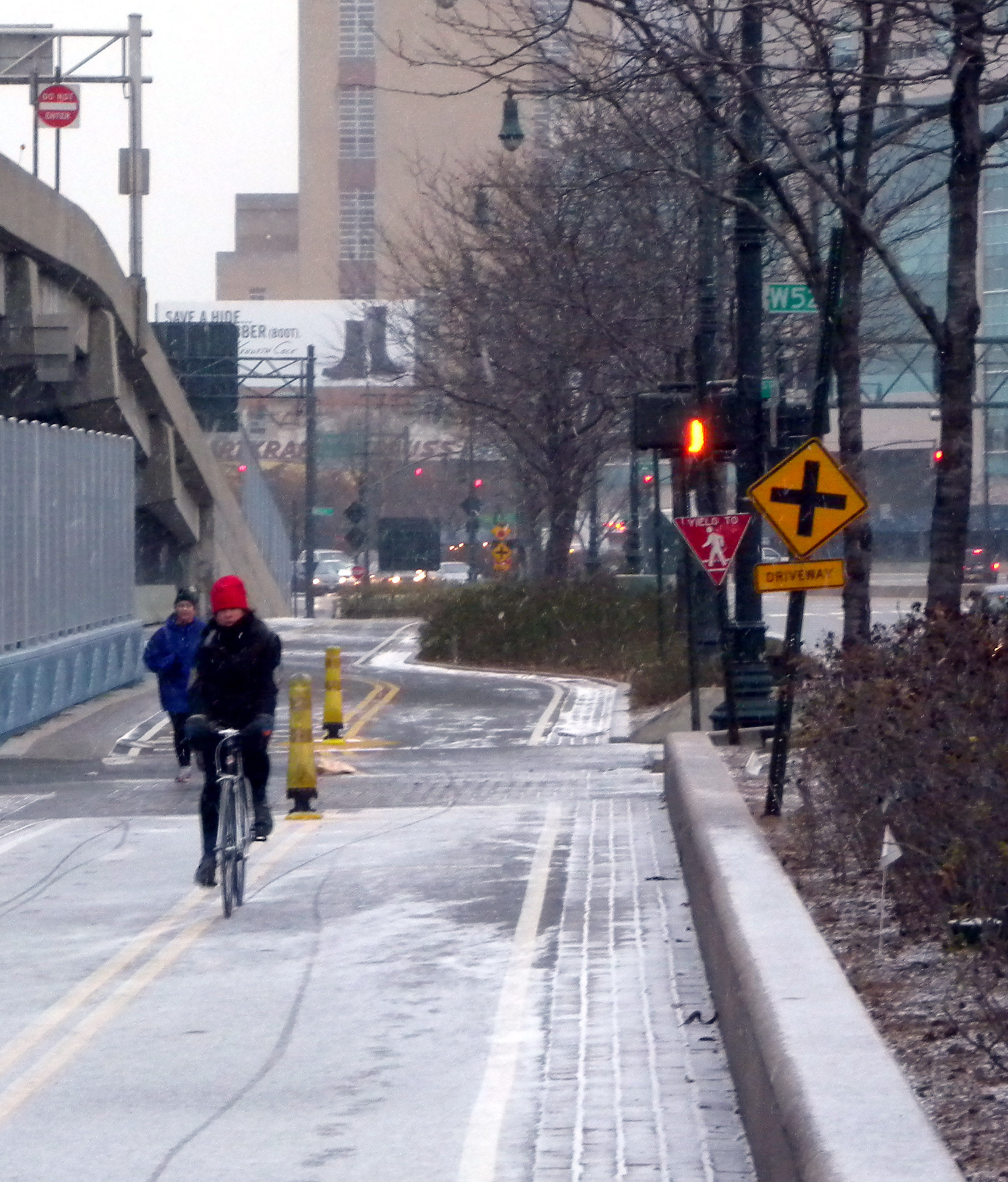
Menos ocupada cuando neva.

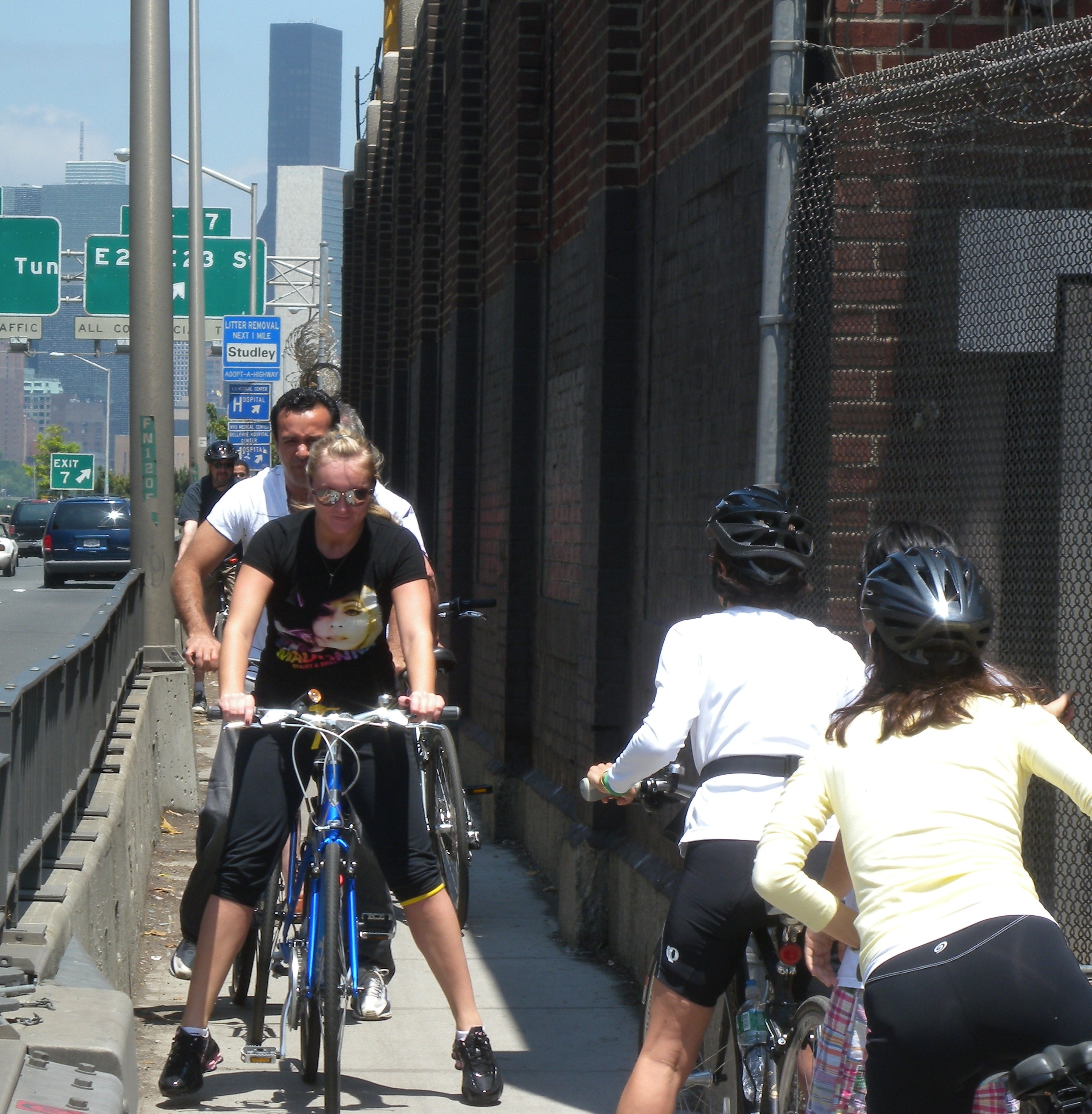
La sección más angosta del East River Greenway, en East Village.

El Manhattan Waterfront Greenway es una ciclovía y calle peatonal, de 51,4 km de longitud, alrededor de la isla de Manhattan. La sección más grande es operada por el Departamento de Parques de la Ciudad de Nueva York. Está separada por el tráfico automotor, y las secciones peatonales están también separadas de los ciclistas.  La ciclovía cuenta con tres principales partes:

## Hudson River Greenway
HRGW es la parte más larga, pasando desde el West Side, desde la Calle Dyckman en el norte hasta Battery Park en el sur, principalmente a lo largo de Riverside Park y Hudson River Park. En 2008, en West Harlem se completó la ciclovía del Harlem Piers.
El Hudson River Greenway es también la ciclovía más usada y transitada de los Estados Unidos. Se encuentra localizada especialmente a orillas del nivel del Río Hudson, a excepción por donde está el Puente George Washington donde se eleva un poco, a aproximadamente 160 pies (50 m).  
Cerca del centro de Manhattan, se construyó la nueva  estación de metro South Ferry para conectar Battery Park con el East River Greenway. Los viajeros que van a Brooklyn usan la ciclovía en la Calle Warren y otra ciclovía de un solo sentido que abrió en septiembre de 2008, pasando por el extremo norte de City Hall Park hasta conectarse con el Puente de Brooklyn. Todos los que usan el puente de Brooklyn usan también Park Row y la calle Murray para llegar a Greenway.

## East River Greenway
Esta sección pasa por el East Side desde The Battery pasando por South Street Seaport hasta East Harlem con una brecha de 1.3 millas (2 km) desde las calles 34 hasta la 60 en  Midtown donde los peatones usan la ocupada Primera y Segunda Avenida para llegar a la Sede de las Naciones Unidas entre el Upper East Side y Kips Bay. 
En el verano de 2008 en el East River Greenway a lo largo del Brooklyn Promenade se proveyeron vistas para poder apreciar las Cascadas de la Ciudad de Nueva York.

## Harlem River Greenway
Esta sección es también conocida como Harlem River Speedway, y es la más corta e ininterrumpida, que pasa desde el noreste de la Calle 155 en el extremo norte de Central Harlem hasta la calle Dyckman en el norte de Manhattan, entre el Río Harlem y Harlem River Drive. Los ciclistas del East River Greenway deben usar calles ordinarias para poder llegar al East Harlem y poder llegar a esta sección, aunque hay una ciclovía en la Calle Dyckman que se conecta con Inwood a Inwood Hill Park y el Hudson River Greenway.